# Eriksfält
Eriksfält är ett bostadsområde i stadsdelen Fosie, Malmö. Eriksfält ligger mellan Trelleborgsvägen och Munkhättegatan, söder om Eriksfältsgatan. 
Området köptes omkring 1907 av Enskilda Fastighetsaktiebolaget. Detta bolag ägdes av bröderna Ljungdell, som 1905 flyttat sitt gjuteri till den plats där Heleneholmsverket startades 1960. Tillsammans med mätningsingenjör Anton Högstedt upprättades en plan för styckning av marken för egnahem och 1909 påbörjades tomtförsäljningen. Området består av villor och radhus, många från början av 1900-talet. Heliga Trefaldighetskyrkan ligger vid Eriksfältsgatan. 
Området tillhörde tidigare Kulladal i Fosie kommun. 
Mellan höghusen i grannområdet Heleneholm finns det en parkliknande gård med lekplatser; där finns även affärer. Eriksfältsskolan befinner sig mitt på gården; det är en högstadieskola för årskurs 7 till 9.  
Eriksfälts bostadsområde och närliggande Heleneholmsverket var delvis inspelningsplats för TV-filmatiseringen av Henning Mankells "Villospår".